# Katzenbach (Hütschenhausen)
Katzenbach ist der kleinste Ortsteil der Ortsgemeinde Hütschenhausen im Landkreis Kaiserslautern in Rheinland-Pfalz. Der Ort hat rund 620 Einwohner. 

## Lage
Katzenbach liegt im Landstuhler Bruch im Nordosten des Gemeindegebiets. Baulich ist er mit mittlerweile mit dem Nachbarort Spesbach zusammengewachsen. Durch den Ort fließt der Eichenbach. Den südlichen Rand des Siedlungsgebietes streift der namensgebende Katzenbach, der südöstlich des Ortes in den Eichenbach mündet.

## Geschichte
Die älteste erhaltene Erwähnung des Ortes ist aus dem Jahr 1267 überliefert. Das Kloster Otterberg war im Ort begütert.
Bis 1798 war der Ort Bestandteil der Kurpfalz. Von 1798 bis 1862 gehörte der Ort zum Kanton Landstuhl. 1815 hatte der Ort 280 Einwohner. Ab 1816 war er außerdem Bestandteil des Königreich Bayern. Von 1818 bis 1862 gehörte er dem Landkommissariat Homburg an; aus diesem ging das Bezirksamt Homburg hervor. Da ein Teil des Bezirksamts – einschließlich Homburg selbst – 1920 dem neu geschaffenen Saargebiet zugeschlagen wurde, wechselte der Ort ins Bezirksamt Kaiserslautern und wurde bis 1938 von einer in Landstuhl ansässigen Bezirksamtsaußenstelle verwaltet. 1938 wurde der Ort in den Landkreis Kaiserslautern eingegliedert. Nach dem Zweiten Weltkrieg wurde Katzenbach innerhalb der französischen Besatzungszone Teil des damals neu gebildeten Landes Rheinland-Pfalz. Im Zuge der ersten rheinland-pfälzischen Verwaltungsreform wurde Katzenbach am 7. Juni 1969 nach Hütschenhausen eingemeindet.

## Infrastruktur
Durch Katzenbach verlaufen die Kreisstraße 4 und 6. Östlich des Ortes liegt außerdem die Bundesautobahn 62. Einziges Kulturdenkmal vor Ort ist das 1911 errichtete Dorfgemeinschaftshaus, das sich in der örtlichen Brunnenstraße befindet. Ebenfalls entlang der Brunnenstraße steht mit der Lutherulme ein Naturdenkmal.

## Söhne und Töchter des Ortes
- Wilhelm Jakob Jung (1861–1942), Musikpädagoge und Pianist